# ضرائب ومستودعات
ًالضرائب والمستوعات (بالإنجليزية:Feebate)، بحسب المُصطلح بالإنجليزية فهو لفظ منحوت من «الرسوم» و «الاقتطاع». هو نظام للضرائب على الأنشطة والمنتجات غير مرغوب فيها اجتماعياً مع استخدام المال المحصل عليه لدعم الأنشطة والمنتجات المرغوب فيها. في الأصل صاغها آرثر روزنفيلد في سبعينيات القرن الماضي، عادة ما تُستخدم برامج الضرائب والمستودعات لتغيير عادات الشراء في قطاعي النقل والطاقة. على سبيل المثال، ضرائب أو رسوم النقل على البنزين تستعمل كثيرا لدعم النقل العمومي الذي له تأثير سلبي أقل على البيئة ويخفف الازدحام على الطرق. 

## روابط خارجية
- دراسة برعاية البيئة الكندية حول خيارات برامج الرسوم في كندا